# Варта-Болеславецка (гмина)
Варта-Болеславецка (пол. Warta Bolesławiecka) — сельская гмина (волость) в Польше, входит как административная единица в Болеславецкий повет, Нижнесилезское воеводство. Население — 7645 человек (на 2004 год).

## Демография
| Перепись                       | Всего   | Всего | Женщины | Женщины | Мужчины | Мужчины |
| ------------------------------ | ------- | ----- | ------- | ------- | ------- | ------- |
| Единицы                        | человек | %     | человек | %       | человек | %       |
| Население                      | 7645    | 100   | 3815    | 49,9    | 3830    | 50,1    |
| Плотность населения (чел./км²) | 68,9    | 68,9  | 34,4    | 34,4    | 34,5    | 34,5    |

## Сельские округа
1. Ивины
2. Ивины-Оседле
3. Юркув
4. Любкув
5. Рациборовице-Дольне
6. Рациборовице-Гурне
7. Щытница
8. Томашув Болеславецкий
9. Варта-Болеславецка
10. Вартовице
11. Вильчи-Ляс

## Соседние гмины
1. Гмина Болеславец
2. Гмина Хойнув
3. Гмина Громадка
4. Гмина Львувек-Слёнски
5. Гмина Пельгжимка
6. Гмина Загродно